# Rezerwat Cisowy Majdów
Rezerwat Cisowy Majdów – leśny rezerwat przyrody na terenie leśnictwa Majdów, Nadleśnictwa Skarżysko, na gruntach miejscowości Majdów w gminie Szydłowiec.
Został utworzony w 1953 r. na powierzchni 10,50 ha. W 1965 r. zmniejszono go do 9,25 ha.
Celem ochrony jest zachowanie ze względów naukowych i dydaktycznych naturalnego stanowiska cisa.
W jego pobliżu znajduje się Rezerwat Cisowy Skarżysko.

## Nazwa rezerwatu
W pierwotnym zarządzeniu z 1953 r. nie została wskazana nazwa rezerwatu, która została uregulowana dopiero w zarządzeniu zmieniającym w 1965 r. jako „Rezerwat Cisowy Majdów”, nietypowo z wykorzystaniem w nazwie własnej słowa „rezerwat”. W planach gospodarczych nadleśnictwa Szydłowiec z okresu sprzed 1962 r. rezerwat określany był również nazwą „Rezerwat cisa B”.